# Olimpíada Brasileira de Matemática das Escolas Públicas

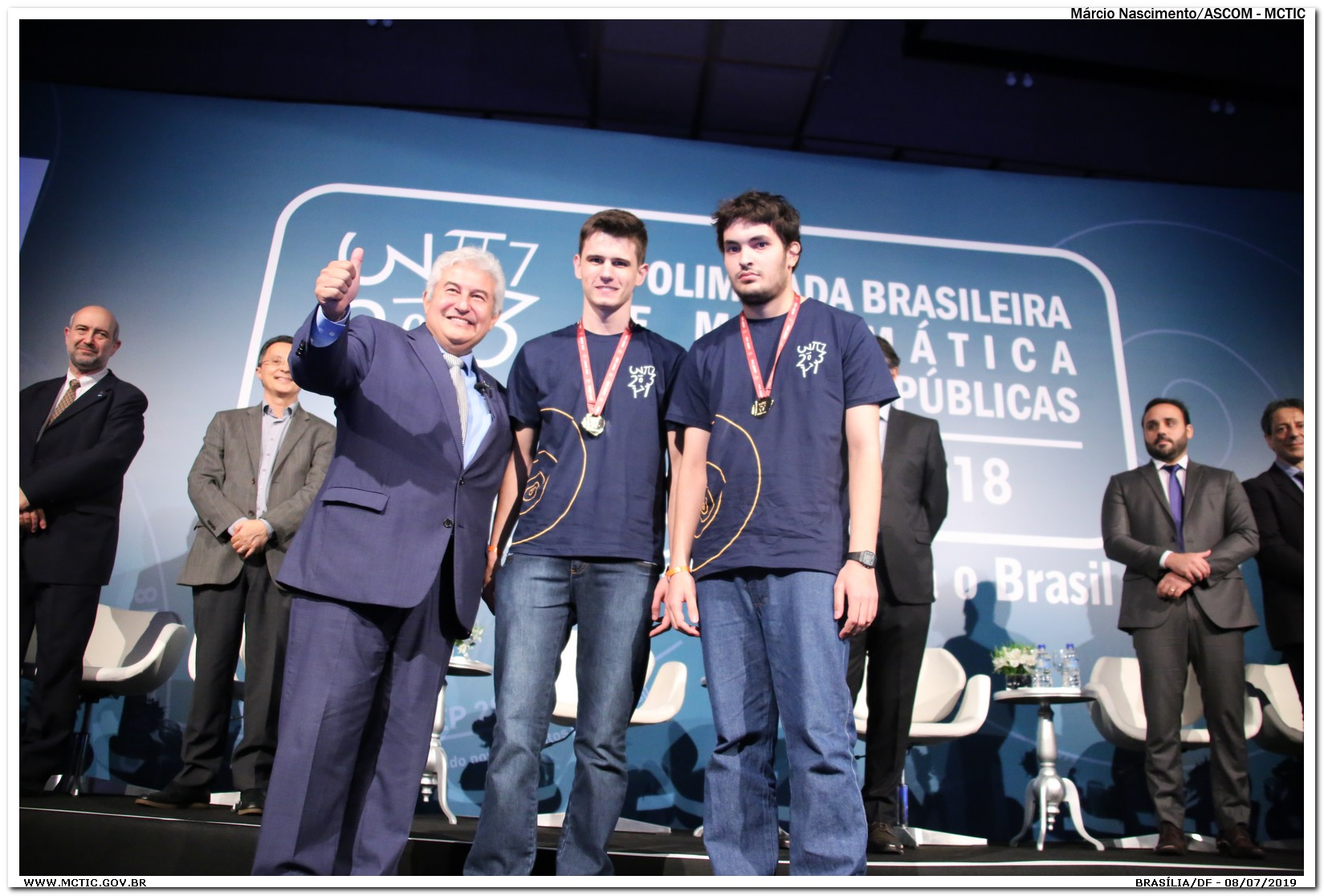
Entrega de medallas de la Olimpiada Brasileira de Matemática das Escolas Públicas.

La Olimpíada Brasileira de Matemática das Escolas Públicas (Olimpiada Brasileña de Matemáticas de las Escuelas Públicas, OBMEP) es un proyecto diseñado para fomentar el estudio de las matemáticas entre los estudiantes y profesores de todo el Brasil. Promovido por el Ministerio de Ciencia y Tecnología (MCT) y el Ministerio de Educación (MEC), se lleva a cabo por el Instituto Nacional de Matemática Pura y Aplicada (IMPA), con el apoyo de la Sociedad Brasileña Matemática (SBM).
Dedicado a estudiantes de escuelas públicas y los maestros, OBMEP se ha comprometido a la excelencia como valor superior del Estado en la educación pública. Sus actividades han demostrado la importancia de las matemáticas para el futuro de los jóvenes y el desarrollo de Brasil.
El OBMEP está dirigido a estudiantes de sexto a noveno grado en la escuela primaria y estudiantes de secundaria de los niveles de las escuelas públicas, estatales y federales que compiten por los premios de acuerdo a su clasificación en las pruebas. Los maestros, escuelas y departamentos de educación de los estudiantes compiten por los premios.